# Moment Zernikego
Momenty Zernikego – współczynniki rozwinięcia funkcji dwóch zmiennych rzeczywistych (najczęściej reprezentującej obraz) względem wielomianów Zernikego. Nazwa moment jest tu użyta w analogii do definicji klasycznych momentów.

## Definicja

### Moment zespolony
Moment Zernikego rzędu {\displaystyle n,m} funkcji {\displaystyle f(x,y)} definiuje się jako:
{\displaystyle A_{nm}={\frac {n+1}{\pi }}\iint \limits _{x^{2}+y^{2}\leqslant 1}f(x,y){\overline {V_{n}^{m}(\rho ,\theta )}}\ dxdy,}
gdzie:
{\displaystyle n} jest liczbą naturalną,
{\displaystyle m} jest liczbą całkowitą taką, że {\displaystyle 0\leqslant |m|\leqslant n,} oraz {\displaystyle n-|m|} jest parzyste
{\displaystyle \rho ,\theta } są współrzędnymi biegunowymi punktu {\displaystyle (x,y),} czyli:{\displaystyle \rho ={\sqrt {x^{2}+y^{2}}},} {\displaystyle \theta =\operatorname {arctg} \left({\frac {y}{x}}\right),}
{\displaystyle V_{n}^{m}(\rho ,\theta )} jest zespolonym wielomianem Zernikego,
{\displaystyle {\overline {V_{n}^{m}(\rho ,\theta )}}} oznacza sprzężenie liczby zespolonej.

### Moment rzeczywisty
Ze względu na to, iż funkcje obrazów są funkcjami rzeczywistymi, wygodnie jest korzystać z pary rzeczywistych momentów Zernikego:
{\displaystyle C_{nm}={\frac {2(n+1)}{\pi }}\iint \limits _{x^{2}+y^{2}\leqslant 1}f(x,y)R_{n}^{m}(\rho )\ \cos(m\theta )\ dxdy,}
{\displaystyle S_{nm}={\frac {2(n+1)}{\pi }}\iint \limits _{x^{2}+y^{2}\leqslant 1}f(x,y)R_{n}^{m}(\rho )\ \sin(m\theta )\ dxdy,}
gdzie:
{\displaystyle R_{n}^{m}} jest  wielomianem radialnym.
Rzeczywiste i zespolone momenty Zernikego są powiązane zależnościami:
{\displaystyle C_{nm}=2\Re (A_{nm}),}
{\displaystyle S_{nm}=-2\Im (A_{nm}),}
{\displaystyle A_{nm}={\overline {A_{n,-m}}}.}

## Własności

### Rekonstrukcja obrazu
Mając dane momenty Zernikego, możemy rekonstruować obraz z dowolną dokładnością:
{\displaystyle {\hat {f}}(x,y)=\sum _{n=0}^{n_{\max }}\sum _{m}A_{nm}V_{n}^{m}(\rho ,\theta ).}
Przykłady rekonstrukcji
| Obraz oryginalny | Obraz zrekonstruowany       | Obraz zrekonstruowany        | Obraz zrekonstruowany        | Obraz zrekonstruowany        |
| ---------------- | --------------------------- | ---------------------------- | ---------------------------- | ---------------------------- |
| Obraz oryginalny | {\displaystyle n_{\max }=5} | {\displaystyle n_{\max }=10} | {\displaystyle n_{\max }=15} | {\displaystyle n_{\max }=20} |
|                  |                             |                              |                              |                              |

### Momenty obrazu obróconego
Rozważmy wersję obrazu {\displaystyle f(x,y)} obróconą o kąt {\displaystyle \alpha } względem jego środka. Można to opisać jako:
{\displaystyle f^{\alpha }(x,y)=f^{\alpha }(\rho ,\theta )=f(\rho ,\theta -\alpha ).}
Wówczas moment n,m takiego obrazu wyniesie:
{\displaystyle A_{nm}^{\alpha }=A_{nm}\exp(-im\alpha ).}

### Momenty obrazu odbitego
Rozważmy wersję obrazu {\displaystyle f(x,y)} odbitą względem prostej przechodzącej przez środek obrazu pod kątem {\displaystyle \beta .} Można to opisać jako:
{\displaystyle f^{\beta }(x,y)=f^{\beta }(\rho ,\theta )=f(\rho ,2\beta -\theta ).}
Wówczas moment n,m takiego obrazu wyniesie:
{\displaystyle A_{nm}^{\beta }={\overline {A_{nm}}}\exp(-i2m\beta ).}

## Zastosowanie
Ze względu na wymienione właściwości, momenty Zernikego mogą służyć do wyznaczania cech obrazu, które są niezależne od jego obrotu i odbicia. Cechy takie mogą służyć w zadaniu rozpoznawania wzorców.